# Terra (альбом)
Terra — дебютный студийный альбом норвежской/шведской группы Cronian, вышедший в 2006 году. Альбом был записан в 2004—2005 годах, причём два участника группы большую часть времени находились в разных странах. Альбом был выпущен в Европе 27 марта 2006 года и 18 апреля 2006 года в Северной Америке.

## Список композиций
1. «Diode Earth» — 5:00
2. «Arctic Fever» — 5:42
3. «Cronian» — 5:18
4. «Iceolated» — 7:08
5. «Colures» — 3:12
6. «The Alp» — 6:04
7. «Nonexistence» — 5:06
8. «Illumine» — 7:13
9. «End(durance) -Part I» — 1:50

## Участники записи
- Эйстейн Брюн — гитары, программирование
- Андреас Хедлунд — вокал, бас, программирование

Мастерингом альбома занимался Дан Сванё, который хорошо известен своей работой с бесчисленным количеством групп, в частности Edge of Sanity, Nightingale и Bloodbath. Вокал был сведён коллегой Андреаса по группе Vintersorg Маттиасом Марклундом. Фотографии в буклете альбома также были сделаны Маттиасом.